# 特捜指令!アイチ★ポリス
『特捜指令!アイチ★ポリス』（とくそうしれい アイチ・ポリス）は、2011年7月4日から12月12日まで名古屋テレビ（メ〜テレ）で放送されていた情報番組である。
本項では、続編にあたる
- 『アイチ★ポリスAAA』（アイチ・ポリス トリプルエー）
- 『アイチ☆ポリスSEASON3』（アイチ・ポリス シーズンスリー）
- 『アイチ☆ポリスMAX』（アイチ・ポリス マックス）
- 『アイチ☆ポリス7』（アイチ・ポリス セブン）

についても併せて記述する。

## 概要
愛知県警察の企画協力で制作されているミニ番組シリーズで、市民の防犯意識を高めるために防犯策、犯罪対策の実例を再現ドラマ仕立てで解説する。ドラマ仕立てであるが、メ〜テレの公式サイトでは「報道・情報・教養」系に分類されており、EPGでも「情報/ワイドショー」系に分類されていた。
『アイチ☆ポリスSEASON3』では、実際に2013年度に愛知県警察で初となる広報大使を務めたSKE48のメンバーが安心・安全な暮らしのポイントを学ぶスタイルで行われていた。
『アイチ★ポリスAAA』より出演するBOYS AND MENは、2015年度の愛知県警察広報大使を務める。

## キャスト

### 特捜指令!アイチ★ポリス
- 石川梨華 - 愛知県警特捜本部の本部長。本作の司会進行役。
- 岡井千聖（℃-ute） - 新人警察官。アシスタント役。なお石川と岡井はドラマパートには登場せず、スタジオ収録のみ登場。
- 福成まい（プリマベーラ） - ドラマパートの主役。特捜本部所属の警察官・御用田 愛（ごようだ あい）役で出演。制服を着用せず、黒と銀のツートンのファイティングスーツを着用。武道の達人。
- 亀海 一太（かめうみ いった） - 愛の相棒のカメの人形。愛と異なり制服を着用し、背中の甲羅には桜の代紋が入っている。

### アイチ★ポリスAAA
- 河北麻友子 - 愛知県警特捜班司令官 役。
- 曽田茉莉江 - 愛知県警特捜班司令官補 役。
- BOYS AND MEN
  - 小林豊 - 愛知守（あいち まもる、愛知県警刑事部） 役。
  - 辻本達規 - 安心正義（あんしん まさよし、愛知県警生活安全部） 役。
  - 本田剛文 - 安全大作（あんぜん だいさく、愛知県警交通部） 役。

### アイチ☆ポリス SEASON3
- 松井玲奈（SKE48） - 愛知県警察広報大使。
- コノハけいぶ（愛知県警シンボルマスコット） - 松井が持っているスマートフォンから飛び出した愛知県警察のマスコットキャラクター。毎回、安心・安全な暮らしのポイントをレクチャーする。
- SKE48 - 愛知県警察広報大使として毎週1 - 2名が事例を紹介し、問題点・被害防止のポイントを解説する。

#### 放送日・放送内容
| アイチ☆ポリス SEASON3 放送日・出演者・放送内容 | アイチ☆ポリス SEASON3 放送日・出演者・放送内容 | アイチ☆ポリス SEASON3 放送日・出演者・放送内容 | アイチ☆ポリス SEASON3 放送日・出演者・放送内容 |
| 回                                             | 放送日                                         | 出演者                                         | 放送内容                                       |
| ---------------------------------------------- | ---------------------------------------------- | ---------------------------------------------- | ---------------------------------------------- |
| 1                                              | 2013年 8月6日                                  | 中西優香                                       | 窓の防犯対策                                   |
| 2                                              | 8月13日                                        | 松本梨奈・菅なな子                             | 子どもの連れ去り防止対策                       |
| 3                                              | 8月20日                                        | 石田安奈                                       | 自転車の交通事故防止                           |
| 4                                              | 8月27日                                        | 向田茉夏                                       | 災害発生時の警察活動について                   |
| 5                                              | 9月3日                                         | 二村春香                                       | オレオレ詐欺対策                               |
| 6                                              | 9月10日                                        | 木下有希子                                     | 自動車盗難対策                                 |
| 7                                              | 9月17日                                        | 佐藤実絵子                                     | シートベルト着用について                       |
| 8                                              | 9月24日                                        | 松本梨奈                                       | 自転車の盗難防止                               |
| 9                                              | 10月1日                                        | 水埜帆乃香                                     | 暴力団排除活動                                 |
| 10                                             | 10月8日                                        | 高木由麻奈                                     | ドアの防犯対策                                 |
| 11                                             | 10月15日                                       | 梅本まどか                                     | 薬物乱用防止                                   |
| 12                                             | 10月22日                                       | 新土居沙也加                                   | 高齢者の交通事故防止                           |
| 13                                             | 10月29日                                       | 斉藤真木子                                     | 捜査特別報奨金                                 |
| 14                                             | 11月5日                                        | 金子栞                                         | 女性の安全対策                                 |
| 15                                             | 11月12日                                       | 小林亜実                                       | 交差点の交通事故防止                           |
| 16                                             | 11月19日                                       | 都築里佳                                       | 犯罪インフラ対策                               |
| 17                                             | 11月26日                                       | 加藤智子                                       | 自動車を対象とした窃盗                         |
| 18                                             | 12月3日                                        | 山下ゆかり                                     | 飲酒運転の根絶                                 |
| 19                                             | 12月10日                                       | 江籠裕奈                                       | 家の防犯4原則                                  |
| 20                                             | 12月17日                                       | 内山命                                         | ひったくり対策                                 |
| 21                                             | 2014年 1月7日                                  | 加藤るみ                                       | 110番通報                                      |
| 22                                             | 1月14日                                        | 磯原杏華                                       | 警察の活動紹介                                 |
| 23                                             | 1月21日                                        | 出口陽                                         | 警察官の採用と女性警察官の活躍                 |
| 24                                             | 1月28日                                        | 矢方美紀                                       | サイバー犯罪対策                               |
| 25                                             | 2月4日                                         | 後藤理沙子                                     | 振り込め詐欺対策                               |

### アイチ☆ポリスMAX
- 黛英里佳 - 愛知県警司令官 役。
- BOYS AND MEN
  - 小林豊 - 愛知守 役。
  - 田中俊介 - 百斗晩（ひゃくと ばん） 役。
  - 田村侑久 - 才場泰治（さいば たいじ） 役。
  - 辻本達規 - 安心正義 役。
  - 土田拓海 - 駐道禁路（ちゅうどう きんじ） 役。
  - 本田剛文 - 安全大作 役。

### アイチ☆ポリス7
- 関根麻里[5]
- BOYS AND MEN
  - 小林豊 - 愛知守 役。
  - 田中俊介 - 百斗晩 役。
  - 田村侑久 - 才場泰治 役。
  - 辻本達規 - 安心正義 役。
  - 土田拓海 - 駐道禁路 役。
  - 本田剛文 - 安全大作 役。
  - 水野勝 - 機動警護 役。[5]